# Acrocercops hastigera
Acrocercops hastigera là một loài bướm đêm thuộc họ Gracillariidae. Nó được tìm thấy ở Ecuador. Nó được miêu tả bởi Edward Meyrick năm 1915.